# The X Factor (Grecia)
The X Factor è la versione greca del talent show musicale britannico The X Factor, ideato da Simon Cowell.
Le audizioni si sono svolte in varie città greche, ma anche a Cipro e a New York per la comunità greca all'estero.
Il programma, presentato da Sakis Rouvas, è andato in onda sul canale greco ANT1 e sul satellite per la comunità greca all'estero per le prime tre edizioni. A partire dal 2016, la trasmissione va in onda sul canale Skai TV. 2019 la trasmissione va in onda sul canale Open TV
La prima edizione, andata in onda dall'4 ottobre 2008 al 30 gennaio 2009, si è conclusa con la vittoria di Loukas Giorkas; la seconda edizione, conclusasi con la vittoria di Stavros Michalakakos, è andata in onda dal 2 ottobre 2009 al 12 febbraio 2010; la terza edizione, conclusasi con la vittoria di Haris Antoniou, è andata in onda dal 1º ottobre 2010 all'11 febbraio 2011. Dopo 5 anni di pausa, il programma riprende con la quarta edizione, conclusasi con la vittoria di Andreas Leontas, è andata in onda dal 4 aprile 2026 all'8 luglio 2016; la quinta edizione, conclusasi con la vittoria di Panagiotis Koufogiannis, è andata in onda dal 27 aprile 2010 al 20 luglio 2017.

## I giudici
In cinque edizioni la giuria è stata composta da:
- Nikos Mouratidis (1-3);
- Giorgos Theofanous (1-4);
- Katerina Gagaki (1-3);
- Giorgos Levendis (1-3);
- Peggy Zina (4);
- Tamta (4-5);
- Thodoris Marantinis (4);
- Babis Stokas (5);
- Giorgos Papadopoulos (5);
- Giorgos Mazonakis (5).

Con la presenza di quattro giudici ad edizione, si è quindi ricorsi alla divisione dei cantanti in quattro categorie:
- Ragazzi (16-24);
- Ragazze (16-24);
- 25+;
- Gruppi Vocali.

Ai giudici sono però state assegnate diverse categorie per le varie edizioni.

## Giudici e Categorie
Legenda:
- In grassetto il vincitore
- In verde la categoria vincitrice

| Edizione | Nikos Mouratidis                                                                            | Giorgos Theofanous                                                              | Katerina Gagaki                                                                          | Giorgos Levendis                                                                                |
| -------- | ------------------------------------------------------------------------------------------- | ------------------------------------------------------------------------------- | ---------------------------------------------------------------------------------------- | ----------------------------------------------------------------------------------------------- |
| Prima    | 25+ Vasiliki Tsiomi Konstantinos Tsimouris Giorgos Klakoumanos Kelly Kaltsi                 | Gruppi Vocali Kokkina Xalia triimitonio Crowns Juke Box                         | Ragazzi (16-24) Loukas Giorkas Nikolas Metaxas Louis Georgiou Christos kalliatsas        | Ragazze (16-24) Ioanna Protopappa Anthi Simiou Polyxeni Bifsa Eirini Papadopoulou               |
| Seconda  | Ragazzi (16-24) Stavros Michalakakos Dimitris Maniatis Hovig Demirjian Nikiforos Bithoulkas | Ragazze (16-24) Īvī Adamou Eleutheria Eleutheriou Giouli Tassou Nini Shermadini | 25+ Harikleia Charitsavvidou Eleni Alexandri Elena Andreou Polina Christodoulou          | Gruppi Vocali 360 Moires 48 Ores Pale Faces X-odos                                              |
| Terza    | 25+ Alexandros Notas Grigoris Georgiou Elena Anagiotou Patrick Guibert                      | Gruppi T.U The Burning Stiks Revolt Tik Tok                                     | Ragazze 16-24 Nikki Ponte Maria Katikaridou Kirki Katsarou Elena Georgiou                | Ragazzi 16-24 Haris Antoniou Dimitris Theodorakoglou Kostantinos Anastasiadis Alexis Zafeirakis |
| Quarta   | Peggy Zina                                                                                  | Giorgos Theofanous                                                              | Tamta                                                                                    | Thodoris Marantinis                                                                             |
| Quarta   | 25+ Noena Alexandros Pitsanis Pilatos Kounatidis Giorgos Stefanou                           | Ragazzi 16-24 Andreas Leontas Ian Stratis Antonis Fokas Giorgos Papanastasiou   | Ragazze 16-24 Tania Breazou Christiana Mpounia Christina Zanti Eleni Koskina             | Gruppi Stereo Soul Aftoi & Afti N.M.A. Gazoza                                                   |
| Quinta   | Babis Stokas                                                                                | Giorgos Papadopoulos                                                            | Tamta                                                                                    | Giorgos Mazonakis                                                                               |
| Quinta   | Gruppi Dee Vibes Coda Project Radiowaves Human Factory                                      | Ragazze 16-24 Soula Evagelou Thalia Tsiatini Marianna Plachoura Kassiani Dalia  | Ragazzi 16-24 Konstantinos Notas Alexandros Sagouris Savas Savidis Angelos Provelegiadis | 25+ Panagiotis Koufogiannis Vasilis Porfyrakis Marianna Georgiadou Alexandra Matsi              |